# 朱贵祠
29°59′26″N 121°25′57″E / 29.990665°N 121.432589°E

朱贵祠是浙江省宁波市一处祠堂，位于江北区慈城镇大宝山西麓。朱贵祠又名高节祠、慈郭庙，俗名朱将军庙，建成于1843年，目的为纪念第一次鸦片战争中于慈城大宝山战斗中阵亡的朱贵将军及其部下。祠堂为前后二进各五开间，内有朱贵将军全身塑像一尊，林则徐撰、李天马书“忠规孝矩”匾，道光二十七年礼部侍郎吴忠骏撰书《慈郭庙碑记》以及孝丰县知事朱绪曾书《慈溪大宝山武显朱将军庙之碑》。祠后有大宝山战役阵亡将士墓，1963年3月11日公布为浙江省文物保护单位。

## 图片
- 浙江省文物保护单位碑
- 正门
- 石窗花
- 祠堂享殿
- 朱贵与阿木穰、哈克里像
- 祠旁凉亭